# Upplands runinskrifter 593
Upplands runinskrifter 593 är en vikingatida runsten av röd sandsten i Ortala sjöhage, Väddö socken och Norrtälje kommun. Runstenen är 1 meter hög och 1,7 meter bred. Runhöjden är 9 centimeter. Ristningen är attribuerad till Östen. Den uppvisar likheter med U 590 som är signerad av nämnde runristare.

## Inskriften
Translitterering av runraden:
ihulbarn · auk · uþ---- (l)ʀtu · m... ... (i)fti · bruþur · san · surban · o ulf·talum
Normalisering till runsvenska:
Igulbiorn ok Auð... letu m[ærki gærva] æftiʀ broður sinn Þorbiorn/Styrbiorn/Surbæin a Ulfdalum.
Översättning till nusvenska:
Igelbjörn och Öd- ... läto göra minnesmärket efter sin broder Torbjörn (eller Styrbjörn) på Ortala.